# Trolebuses en Uruguay
En los años cincuenta se instaló en Uruguay, específicamente en el departamento y ciudad de Montevideo el primer y único sistema de trolebuses en el país.

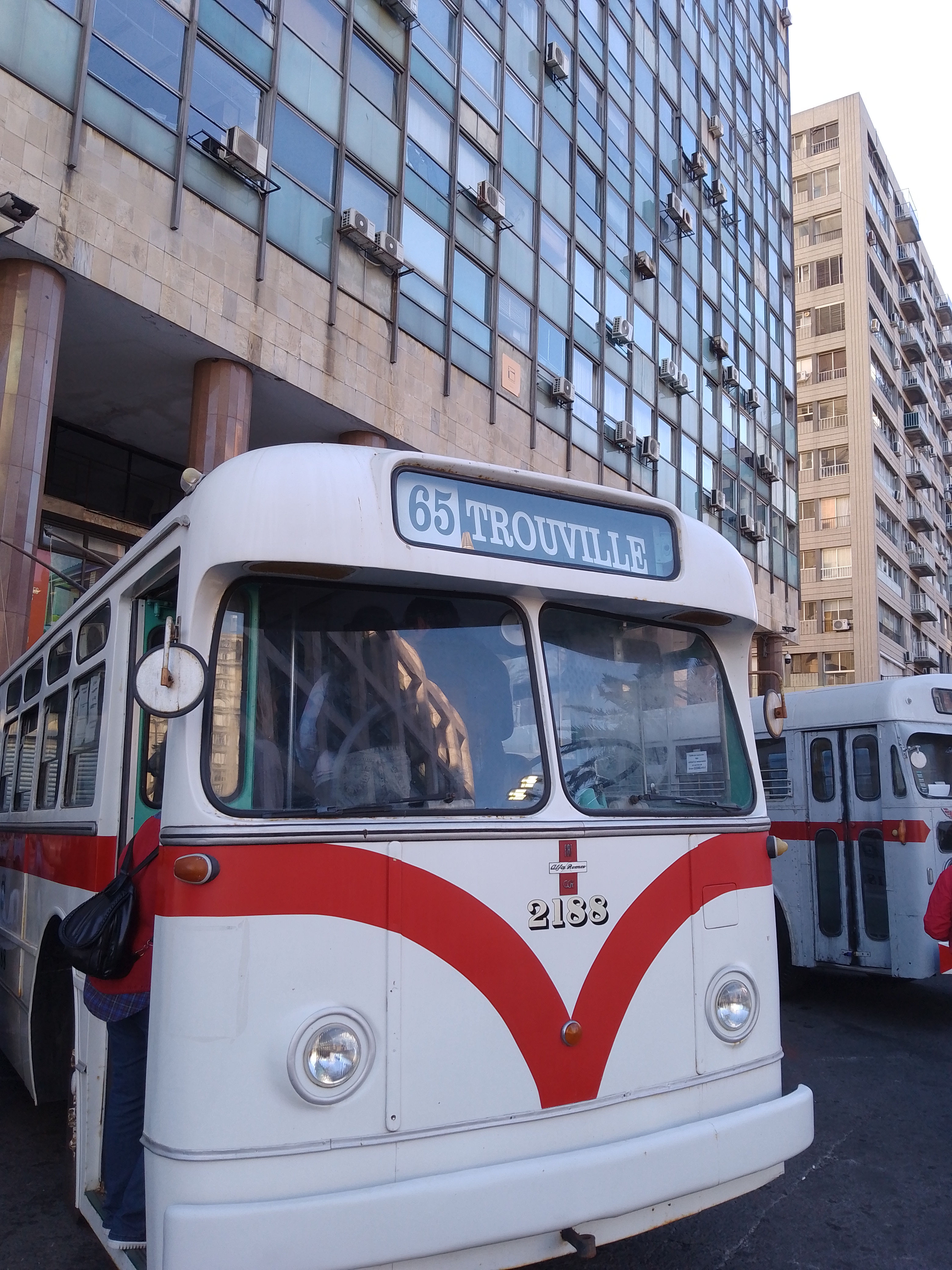
Trolebús Alfa Romeo, conservado por la Asociación Montevideana de Entusiastas del Transporte.

## Inauguración
En los años cuarenta, Montevideo contaba con una amplia red de tranvías, los cuales en 1947 fueron adquiridos por la Intendencia de Montevideo y la entonces Administración Municipal de Transporte.
Anterior a esta adquisición, y al estallido de la Segunda Guerra Mundial, la entonces Sociedad Comercial de Montevideo, empresa operadora de la red de tranvías hasta 1947,  tenía en sus proyectos la instalación de un sistema de trolebuses que conviviera con los tranvías. Ya en los años cincuenta, el directorio de la Administración Municipal de Transporte vio con buenos ojos dicho proyecto, pero con la intención de eliminar los tranvías de las calles Montevideanas. En 1950 son adquiridos los primeros dieciocho trolebuses del British United Traction, un consorcio británico integrado por distintas compañías como AEC, Leyland, Thompson-Houston, Sunbeam, Westinghouse, Park Royal, Weymann. Con la llegada de estos vehículos se comenzaría  la sustitución progresiva de las líneas de tranvías.
El 28 de marzo de 1951, con la inauguración de la línea 62, queda inaugurada la época de trolebuses en Uruguay. Para 1954 son adquiridos cinco trolebuses marca Alfa Romeo con carrocería Fiat  y modelo “Montevideo”,  los cuales fueron proyectados y solicitados por el ente estatal con la venia del entonces Consejo Departamental. En 1955 llegaría otra tanda de  trolebuses llegando a contar con un total de 250 unidades de dicho modelo.
En 1957, y con el último recorrido de la línea E se concreta la supresión de los tranvías. Algunas de estas líneas fueron sustituidas por trolebuses, y en otros casos por autobuses. 
En los años sesenta son adquiridos un total de cincuenta trolebuses simples y cuarenta  trolebuses articulados marca Ansaldo San Giorgio, con chasis Alfa Romeo, para la ampliación del sistema.

## Privatización

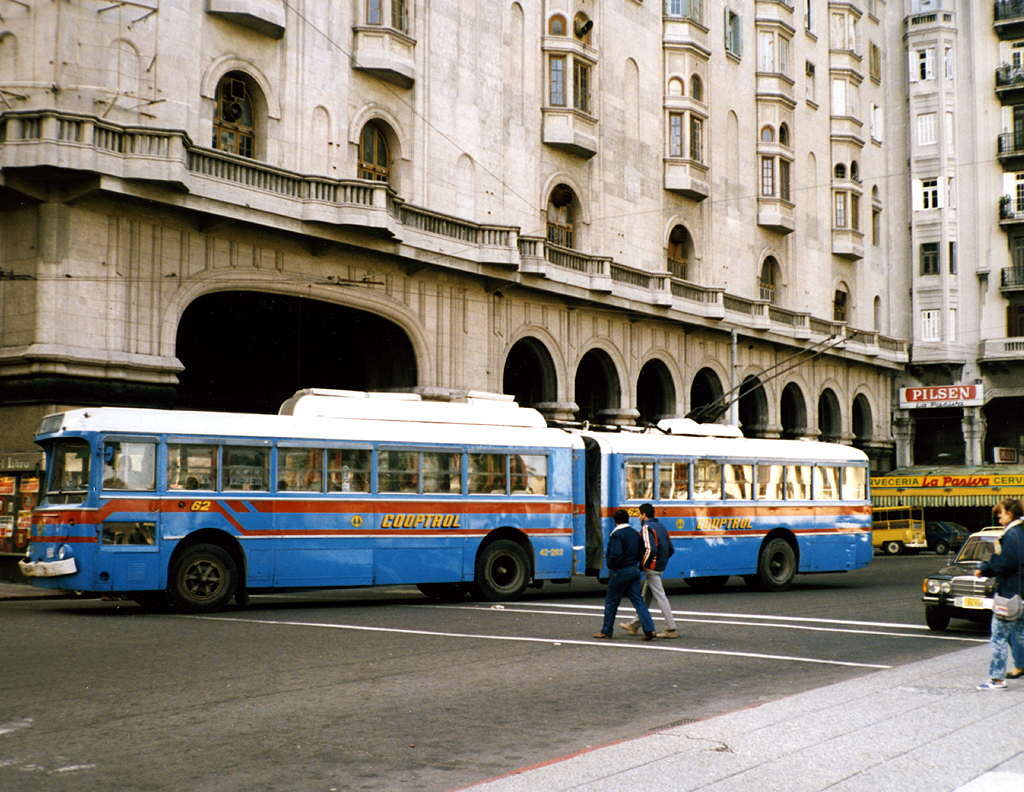
Trolebús articulado operado por la Cooperativa dé Trolebuses

En 1975, durante el régimen, y ante la situación deficitaria del ente municipal de transporte, la Intendencia de Montevideo decide comenzar un proceso de privatización del ente, el cual se concreta el 25 de octubre de 1975, otorgándole a la Cooperativa de Trolebuses la administración y operación de los trolebuses. 
Dicha cooperativa, a cargo de exfuncionarios de la Administración Municipal de Transporte inicia sus operaciones ese mismo año, aunque con una disminución significante de líneas, ya que otras líneas fueron adquiridas por otras cooperativas y remplazadas por autobuses. 

## Desaparición
Con la privatización de la red de trolebuses, la Cooperativa de Trolebuses, adquirió muy pocas líneas y los trolebuses Ansaldo - San Giorgio para la operación de las mismas. Vehículos que para los años ochenta y noventa, ya se encontraban en un grave estado de mantenimiento, ya que la mayoría habían sido adquiridos en los años sesenta. La imposibilidad de adquirir y renovar la flota, inicio un proceso que culminaría con la desaparición de los mismos. 

En octubre de 1991 el director de Tránsito y Transporte de la Intendencia de MontevideoVictor Rossi anunciaba notificaba que en un plazo de sesenta días, sería disuelto el sistema de trolebuses. Medida que se concretaría el  domingo 26 de enero de 1992 con la disolución del sistema. Las líneas serían adquiridas por otras empresas, y sustituidas por trolebuses.

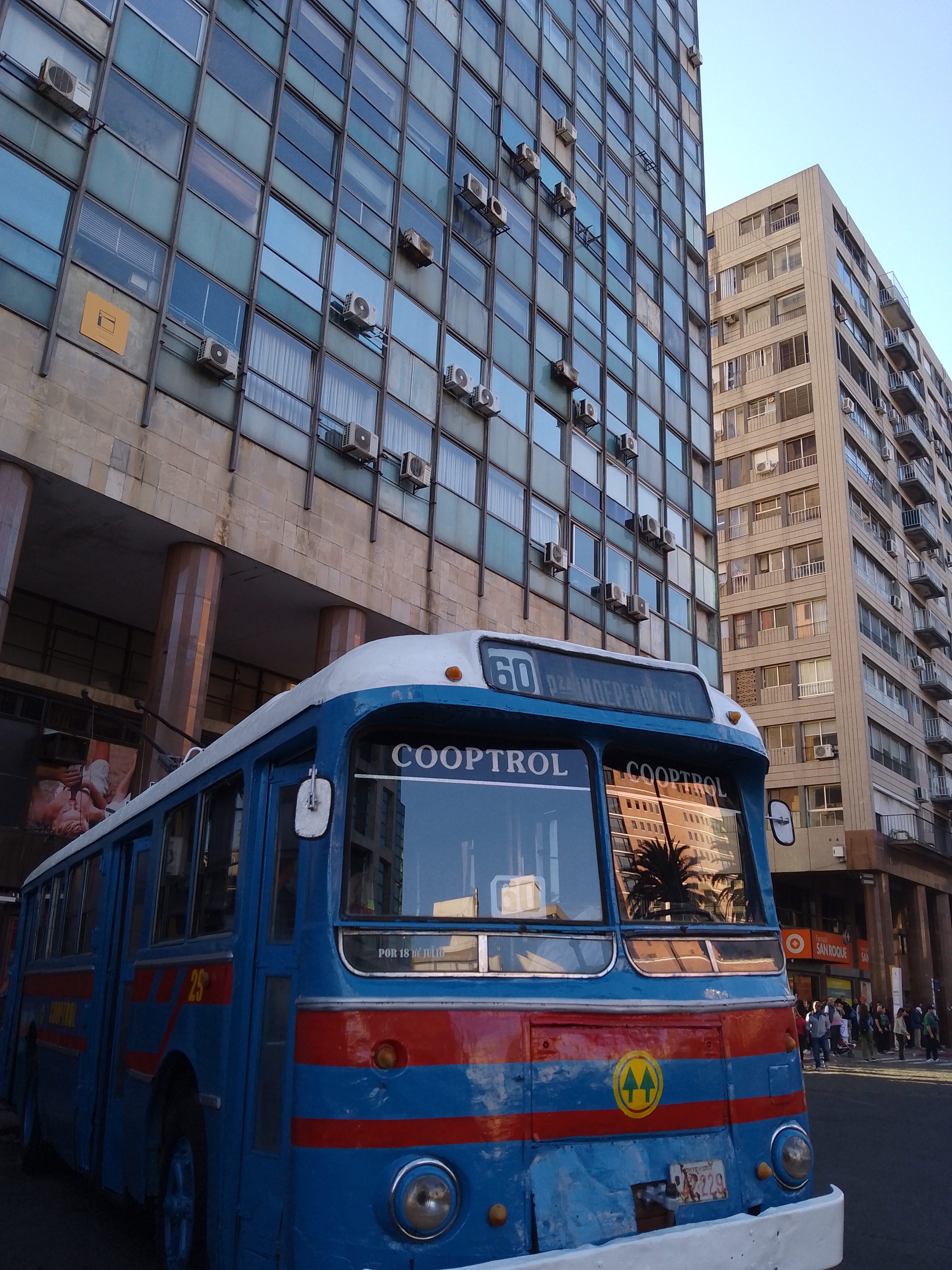
Trolebús Ansaldo - San Giorgio, con los colores de la Cooperativa de Trolebuses.

Desde su desaparición, diversas asociaciones como la Asociación Montevideana de Entusiastas del Transporte y el Equipo Recopilador Histórico del Transporte han trabajado en la recopilación, restauración y preservación tanto de material rodante como de la historia de la red de trolebuses. En la actualidad, son preservados tres trolebuses,  un Alfa Romeo y un Ansaldo San Giorgio, y por parte del Equipo Recopilador Histórico del Transporte se trabaja en la recuperación de una unidad construida por la British United Traction. 